# 花房端連
花房 端連（はなぶさ まさつら、1824年8月26日（文政7年8月3日） - 1899年（明治32年）4月7日）は、日本の武士（岡山藩士）、明治期の実業家で、政治家・初代岡山市長である。始め七太夫と称した。旧姓は徳田。号は蘭堂。

## 経歴
備中国吉備郡真備町（現・岡山県倉敷市真備町）の出身。岡田藩士徳田尚二の二男として生まれ、岡山藩士花房義考の養子となる。1877年、第二十二国立銀行を設立。のち岡山紡績会社の経営にあたる。岡山商業会議所・山陽鉄道会社・岡山積金会社などの発起人または顧問。1889年、岡山市長。

## 人物
和歌及び書画を能くする。

## 親族
- 長男 花房義質（外交官・枢密顧問官）
- 二男 松田重直（海軍少匠司、造船技官）
- 三男 花房直三郎（内閣統計局長）

## 関係記録
- 岡山県立記録資料館に「記録資料館所蔵花房端連・義質関係資料」が所蔵されている。